# No Brakes
No Brakes è il secondo album da solista del cantante britannico John Waite, pubblicato nel 1984 dalla EMI.
L'album contiene il singolo Missing You arrivato fino al primo posto in classifica e premiato con il disco di platino.

## Tracce
1. Saturday Night – 2:46 (Gary Myrick, John Waite)
2. Missing You – 4:32 (Mark Leonard, Chas Sandford, Waite)
3. Dark Side of the Sun – 3:57 (Jean Beauvoir)
4. Restless Heart – 4:27 (Waite)
5. Tears – 3:59 (Vinnie Cusano, Adam Mitchell)
6. Euroshima – 5:05 (Myrick, Waite)
7. Dreamtime/Shake It Up – 5:10 (Waite, Ivan Kral)
8. For Your Love – 3:38 (Waite, Myrick, Donnie Nossov, Curly Smith)
9. Love Collision – 3:51 (Waite, Myrick, Nossov, Smit)

## Formazione
Musicisti
- John Waite – voce
- Gary Myrick – chitarre
- Bruce Brody – tastiere
- Donnie Nossov – basso, cori
- Curly Smith – batteria
- Steve Scales – percussioni

Produzione
- John Waite, Gary Gersh, David Thoener – produzione
- David Thoener – ingegneria del suono, missaggio
- Bob Ludwig – mastering presso lo Sterling Sound di New York